# Нордейнде (Алкмар)
Нордейнде (нід. Noordeinde) — село в нідерландській провінції Північна Голландія. Входить до муніципалітету Алкмар.
Його площа становить 1,50 км², а населення станом на 2021 рік складало 80 осіб.
Перша згадка про населений пункт датується 1494 роком.

## Галерея

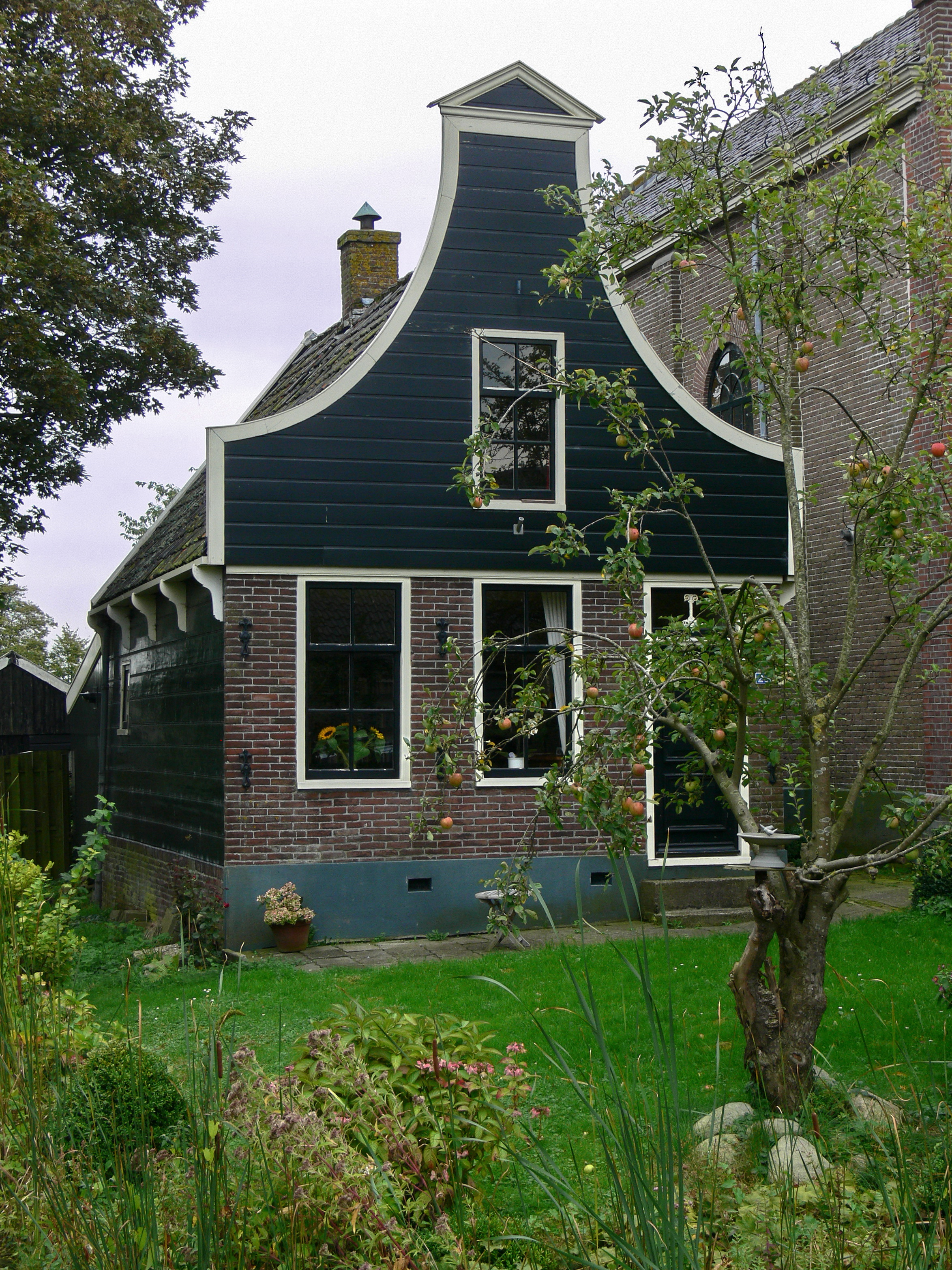
Будинок у Нордейнде
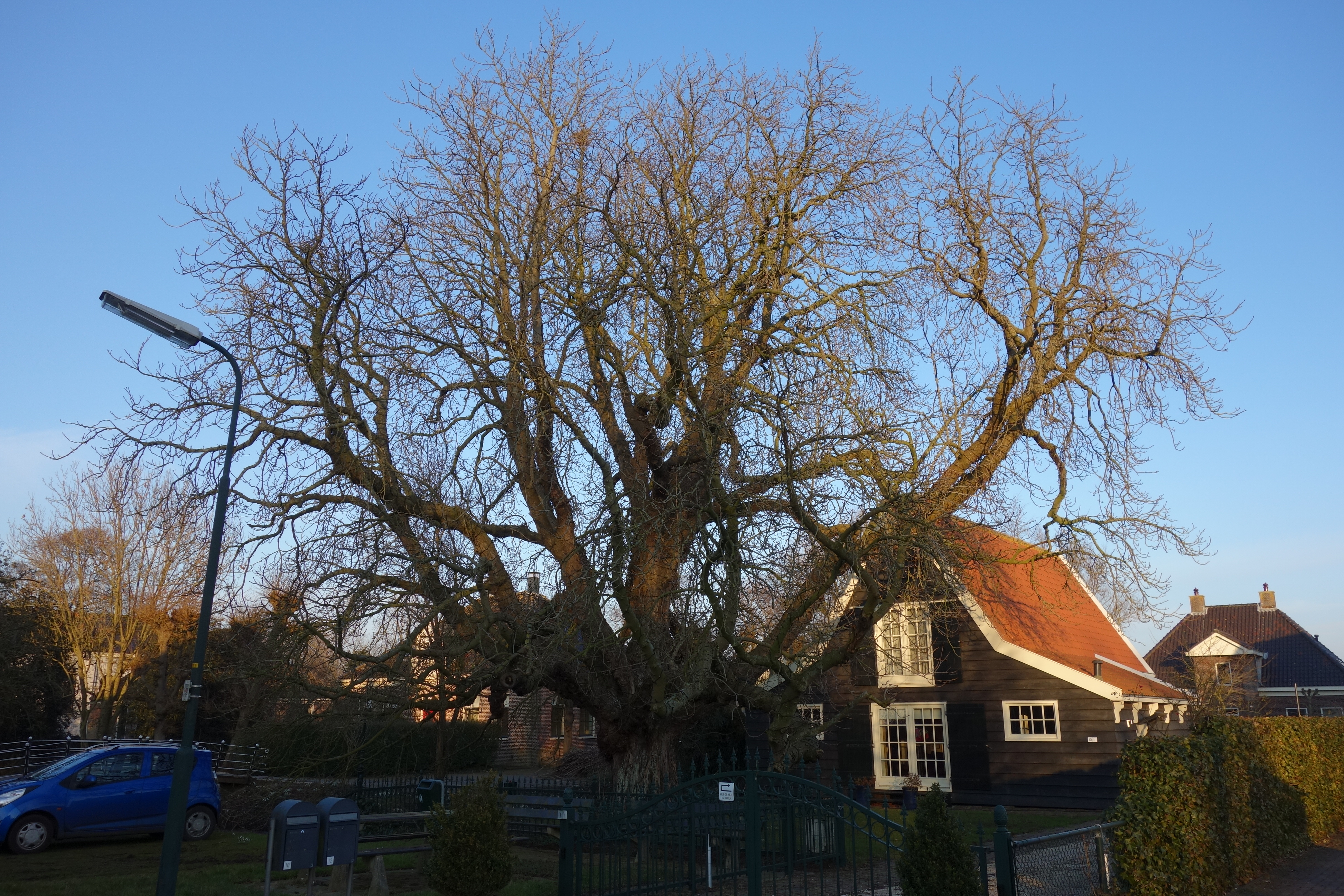
Каштан у селі
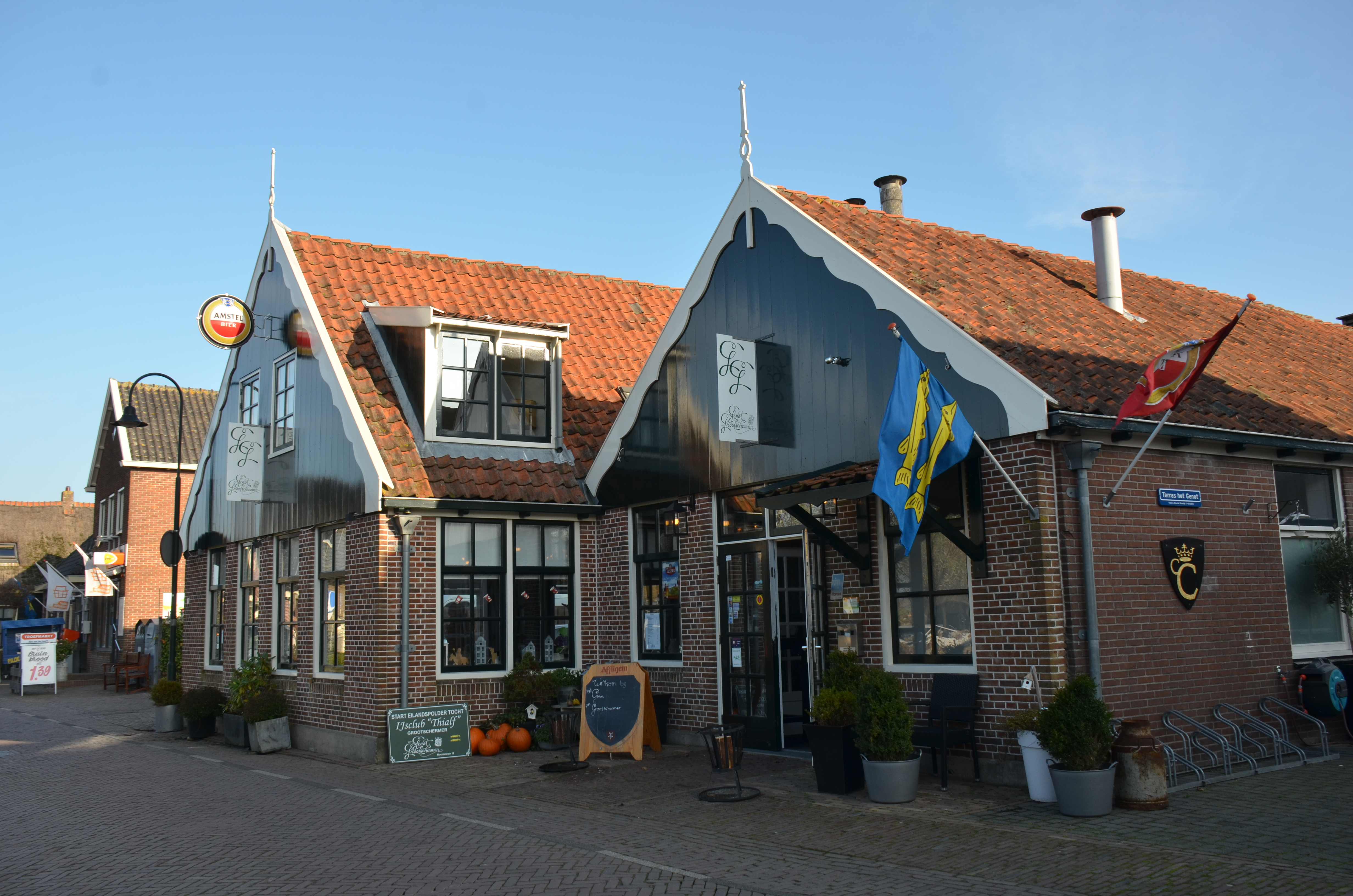
Ресторан у Нордейнде
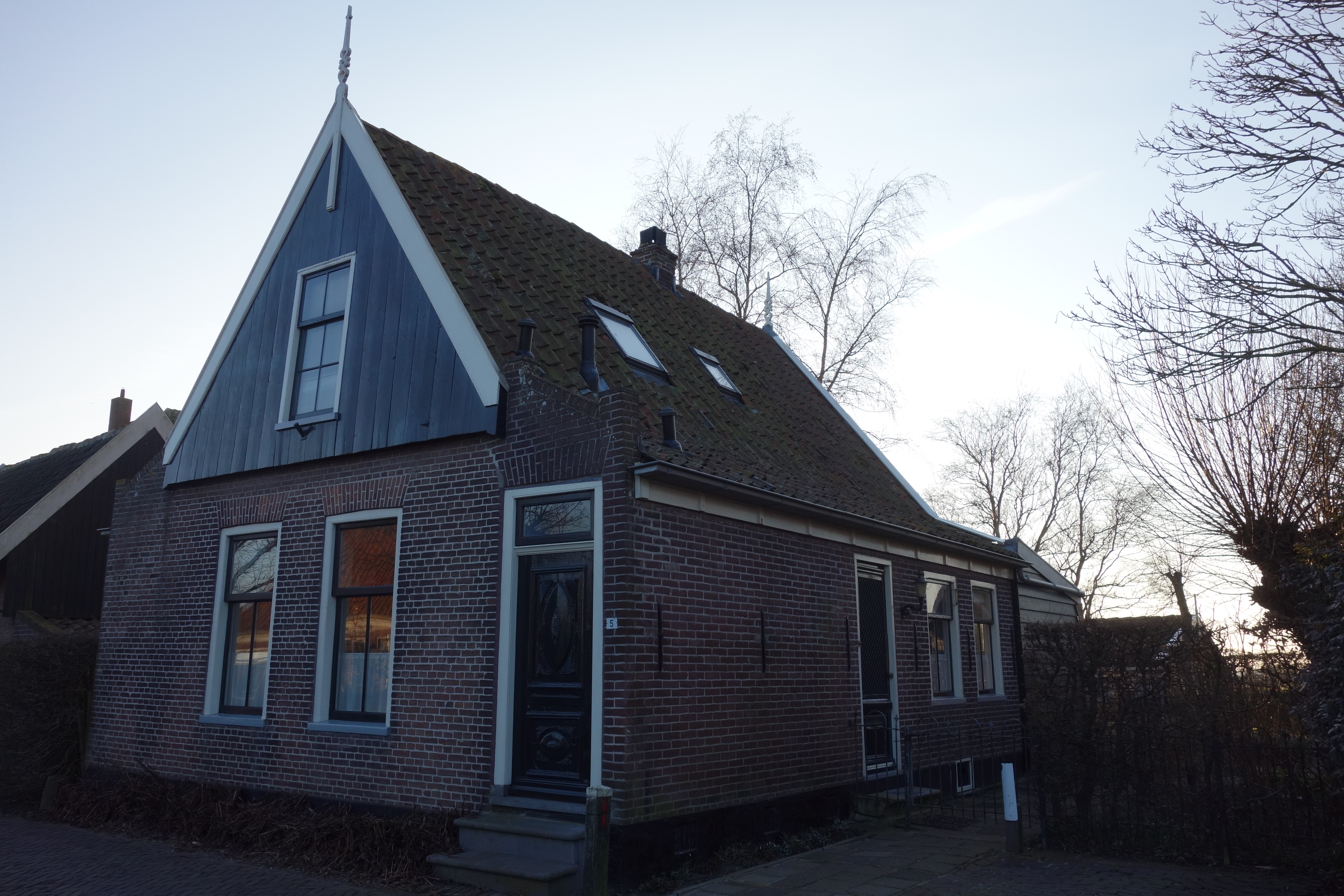
Будинок у Нордейнде